# Оберефлинген
Оберефлинген (њем. Oberöfflingen) општина је у њемачкој савезној држави Рајна-Палатинат. Једно је од 107 општинских средишта округа Бернкастел-Витлих. Према процјени из 2010. у општини је живјело 290 становника. Посједује регионалну шифру (AGS) 7231100.

## Географски и демографски подаци
Оберефлинген се налази у савезној држави Рајна-Палатинат у округу Бернкастел-Витлих. Општина се налази на надморској висини од 404 метра. Површина општине износи 7,4 km². У самом мјесту је, према процјени из 2010. године, живјело 290 становника. Просјечна густина становништва износи 39 становника/km².